# Seznam kemijskih vsebin
Seznam kemijskih vsebin podaja večino člankov, ki se v Wikipediji nanašajo na kemijo in nam prvenstveno služi za nadzorovanje sprememb. Naslovi člankov so izpisani z malo začetnico, tam kjer je potrebno, drugače pa z veliko. Kakorkoli že, Wikipedijin sistem vse članke samodejno zapiše z veliko začetnico.

## A
- abecedni seznam kemijskih reakcij - acetatna vlakna - acetaldehid - acetalizacija - acetilen - aceton - aciliranje - adicija - adsorpcija - agregatno stanje - akrilamid -

akrilna kislina - aktinij - aktinoidi - aktivacijska energija - aktivacijski kompleks - aldehid - aldol - aldolna kondenzacija - aldolna reakcija - aliciklična spojina - alifatska spojina - alkalijska kovina - alkaloid - alkan - alken - alkiliranje -  alkimija - alkin - alkohol -  alkoksid - alotropija - aluminij - amalgam - americij - amid - amilaza - amin - amino kislina - amonijak - analiza - analiza sledi - analizna kemija - anilin - anion - anoda - anorganska analizna kemija - anorganska kemija - anorganska spojina - antimon - antioksidant - argon - aromatičnost -
aromatska spojina -
Arrhenius, Svante August - Arrheniusova enačba -
Arrheniusovo število - argon - arzen - arzenik - astat - atom - atomska enota mase - atomska teža - atomska vez - atomski radij -
Avogadro, Amedeo - Avogadrovo število - Avogadrov zakon - azeotropija -  azid -  azo barvilo - azo spojina

## B
- Baekeland, Leo Hendrik -  bakelit - baker - Baldwinova pravila -

Balz-Schiemannova reakcija - Bambergerjeva sinteza triazina - barij - barijev oksid -
baza - bazičnost - barvilo -
Beer-Lambertov zakon - benzen - benzofenon - berilij - berkelij -
Berzelius, Jöns Jacob - biciklična molekula - biokemija - biomolekula - bioreaktor - biotehnologija - bisfenol A - bizmut -
Bloch, Konrad Emil - blok d - blok f - blok g - blok p - blok periodnega sistema - blok s -
bor - borij - Born-Haberjev ciklus - Bose-Einsteinov kondenzat -
Bosch, Karl - Boudouardova reakcija -
Boyle, Robert - Boylov zakon - Bredtovo pravilo -
Brianchon, Charles Julien - brom - bron -
Bunsen, Robert Wilhelm -
butan - butanol

## C
- Henry Cavendish - celofan - celuloza - Celzij - cement - cerij - cezij - Charlesov zakon -

Chevreul, Michel-Eugène -  ciklična spojina - ciklizacija - cikloalkan - cikloalken - ciklopropan - cink - cirkonij - cistein - cistin - citronska kislina -
Couper, Archibald Scott - William Crookes -
Curie, Marie

## Č
- čilski soliter - čistoča zlata

## D
- John Dalton - Humphry Davy - DDT -

Debye, Peter J. W. -
dediazotiranje - dekarboksilacija - deoksiribonukleinska kislina - destilacija - devterij - devterijev oksid - dializa - diamagnetizem - diamant - diastaza - diazonijeva sol - diazotiranje - diboran - difuzija - dinamit - dioksin -
dipolni moment - disociacija -
disperzija - disperzijske sile - disproporcionacija - disprozij -
DNK - Diels-Alderjeva reakcija - dolomit - dopamin - dubnij - dušik -  dušikasta kislina - dušikova kislina

## E
- efedrin - einsteinij - električni dipolni moment - elektroda - elektrokemija - elektroliza - elektron - elektron (zlata zlitina) - elektrofilna adicija - elektrofilna substitucija - elektronegativnost - elektronska konfiguracija - eliminacija - enačba Kapustinskega - encim - energija razpada - energijski nivo - enol - enolat -  enote SI - entalpija -  entropija - epinefrin - epoksi smola - erbij - estrenje - etan - etanol - eten -

etin - evropij

## F
- fahrenheit - Michael Faraday - farmacevtska kemija - faza snovi - fazna meja - fazni diagram - fazni prehod -

fenilamin - fenol - ferment - fermentacija - fermij - feromagnetizem - Fickov zakon - Fischerjeva nomenklatura - fizikalna kemija - flogistonska teorija - fluor - fonon - formaldehid -  formiliranje - fosfat - fosfor - fotokemija - fotoliza - foton - fotosinteza - francij - fruktoza - fuksin - fuleren

## G
- Gadolin, Johan - gadolinij - galij -

Gay-Lussac, Joseph Louis - Gay-Lussacov zakon - genetika - germanij -
Gibbsova prosta energija -  glikogen - glina - glukoza -  Gomberg-Bachmannova reakcija - gostota - grafen - grafit -
Graham, Thomas - 
Griess, Peter - Grignardova reakcija -
Grignardov reagent -
Grignard, Victor

## H
- Haber, Fritz - hafnij - halogen - halogenid - hasij - heksamin - helij - Hammondov postulat - Henryjev zakon - Hessov zakon - heteroliza - hibridizacija - hidrazin - hidrazon - hidrofilnost - hidrofobnost - hidroformiliranje - hidrokrekiranje - hidroksilamin - hidroliza -  Hillov sistem - histamin -

Hodgkin, Dorothy Crowfoot - holesterol - holmij -  homoliza - homologna vrsta - hormon

## I
- idealna raztopina - idealni plin - imin - indigo - indij - indikator -

iniciacija -
iniciator -  insekticid - insulin - ionizacijski potencial - ionska vez - ionski polmer - iridij - iterbij - itrij - IUPAC - izomerija -  izomerizacija - izopren - izotop - izotop vodika - izparilna toplota

## J
- jeklo - jekla za nitriranje - jod - jodovo število

## K
- kadmij - kafra - kalcij - kalcijev karbid - kalcijev karbonat - kalifornij - kalij - kalijev hidroksid - kalijev permanganat - kaolinit -

Kapustinski, Anatolij Fjodorovič - karbokation - karbonat - karboksilna kislina -  kataliza - katalizator -  kation - katoda -
Kekulé, Friedrich August - kelat - kelvin - kemija - kemija kompleksov - kemija okolja - kemija površin - kemija trdnega stanja - kemija umetnih snovi - kemija vode - kemija živil - kemijska formula - kemijska kinetika - kemijska nomenklatura - kemijska reakcija - kemijska vez - kemijska vrsta - kemijski element - kemijski simbol - kemijsko ravnotežje - kemik - keto-enolna tavtomerija - keton - ketonsko telo - kilojoule na mol -
kinetika - kiralnost - kirij - kisik - kislina -
klaster klinična kemija - klor - klorovo apno -  kobalt - koencim - kompleksna spojina -
Komppa, Gustaf - koncentracija - konverzija - koordinacijsko število - Kornblum–DeLaMareova prerazporeditev -
Kornhauser, Aleksandra - kopernicij - kositer - kovalentna vez - kovalentni polmer - kovina - kovinska vez - kovna kovina - Krebsov ciklus - kripton - kristalni sistem - kristalografija - krom - kromatografija - kršec - ksenon - kubični meter na mol - kuhinjska sol - kumen - kvalitativna analiza - kvantitativna analiza - kvantna kemija - kvantna mehanika

## L
- laboratorijska oprema - lakmusov papir - lantan - lantanoidi - lateks -

Lauterbur, Paul Christian -
Lavoisier, Antoine - lavrencij - ligand - litij - LSD - lutecij

## M
- Madelungova konstanta - magnezij - magnezijev karbonat -

magnezit - magnezijev sulfat - majtnerij - mangan - Marcusova teorija -  masno število - maščobna kislina - medicinska kemija - medmolekulska sila - Meerweinovo ariliranje - meja občutljivosti - melamin - melaminska smola - mendelevij -
Mendelejev, Dimitrij Ivanovič - metakrilna kislina -  metan - metanol - metil metakrilat - metiloranž - metionin - mikrokemija - milo - mineralogija - Mohsova trdotna lestvica -
mol - molarna prostornina - molekula - molekularna simetrija - molekularna spektroskopija - molekulska masa - molibden - molska masa - monomer -
Morley, Edward Williams - moskovij - mrežna energija - Mullikenova lestvica

## N
- nadkritično stanje snovi - nanocevka - napalm - natrij - natrijev bikarbonat - natrijev karbonat - natrijev klorat - natrijev klorid - nekovina - neodim - neon - neopren - neptunij -

Nernst, Walther Hermann - Nesslerjev reagent - nestehiometrična spjina - nevtralizacija - nevtron - nikelj - niobij - nitracija - nitril - nitriranje - nitrobenzen - nitro spojina - nitrozo spojina - nobelij - Nobelova nagrada za kemijo -
Noddack, Walter - nomenklatura organske kemije IUPAC - norepinefrin - nukleofilna adicija - nukleofilna substitucija - nulkeotid - nylon

## O
- ogljik - ogljik-14 - ogljikova skupina - ogljikov dioksid - oksalna kislina - oksid - oksidacija - oksidacijsko stanje - oksidant - optična aktivnost - orbitala - organokovinska spojina - organska analizna kemija - organska kemija - osmij - osnovni pojmi kemije -

Ostwald, Wilhelm - Ozonoliza

## P
- paladij - paramagnetizem - parcialni tlak - parni tlak - pascal - Paulingova lestvica - p-blok - pentaeritritol - perioda periodnega sistema - periodni sistem elementov -

Perkin, William Henry -  peroksid - peroksidacija - petrokemija - pH - pigment - piridin - pirit - piroliza - pi vez - plamenišče - platina -
plazma - plin - plinski zakoni - plutonij - pogostost izotopa - polikarbonat - polimer - polimerizacija - poliuretan -  polmer atoma - polonij - prazeodim - Predloga:Anorganske spojine ogljika -
Pregl, Friderik -
Prelog, Vladimir - premogov katran -   pripajanje - Pripajanje Kumada-Corriu - prometij - propagacija - propan - prosta energija - protaktinij - protein - proton

## R
- računalniška kemija - radij -

radikal - radikalska adicija - radikalska polimerizacija- radikalska substitucija - radon -
Ramsay, William - Raoultov zakon - razpad beta - razpadni način - razpadni produkt - razpolovna doba - raztopina - reagent - reakcijski mehanizem - realni plin - redka zemlja - redoks reakcija - red reakcije - reducent - riboza - ribonukleinska kislina - renij -
RNK - Riekejev magnezij - rodij - rubidij - rutenij - rutherfordij

## S
- Sabatier, Paul - saharid - saharoza - samarij - Sandmeyerjeva reakcija - Schiemannova reakcija - Schlenkovo ravnotežje - selen - selenid - serotonin - seznam elementov po atomskem številu - seznam elementov po kemijskem simbolu - seznam elementov po znaku - seznam kemijskih spojin - seznam kemijskih vsebin - seznam kemikov - seznam kislin - siborgij - sigma vez - silicij - silikon - sintetični element - skandij - skupina periodnega sistema - sladkor - Slaterjeva krivulja - sledilni radioizotop - snov - sobni pogoji -

soda -
soda bikarbona - solvatacija - s-orbitala -
Sørensen, Søren P. L. - specifična toplota - spodnja meja vnetljivosti - spojina - srebro - stabilni izotop -
standardni pogoji - standardne razmere - statistična mehanika - stroncij - sublimacija - substitucija - suha destilacija - sulfanilamid - sulfanilna kislina - sulfat - sulfid - sulfonamid - sulfoniranje -  svinec - svinčev akumulator

## Š
- šibka kislina - škrob

## T
- talij - talilna toplota - tališče - Tamoxifen - tantal - tavrin - tavroholna kislina - tavtomerija - teflon - tehnecij - tehnična kemija - tekočina - telur - temperatura samovžiga - teoretična kemija - terbij -

terminacija - termodinamika - tetrahidrofuran - težka voda - težki vodik -
Thénard, Louis Jacques - tiosečnina - Tiščenkova reakcija -
titan -
titanik -
TNT - toplogredni plin - topnost - topokemija - torij - trojna točka - tulij

## U
- umetni element - ununbij - ununheksij - ununkvadij - ununoktij - ununpentij - ununseptij - ununtrij - uran -  utekočinjeni naftni plin - utekočinjeni zemeljski plin

## V
vanadij -
van der Waalsov polmer -
van der Waalsova sila -
veda o materialih -
vinska kislina -
vnetišče -
voda -
vodik -
vodikova vez -
volfram -
vrelišče -
vrstno število -
vzorec -
vzorčevanje

## W
- van der Waals, Johannes Diderik - Widman-Stoermerjeva sinteza - Wittigova reakcija -

Wöhler, Friedrich - Wohl-Auejeva reakcija -  Wöhlerjeva sinteza - Wolfenstein-Bötersova reakcija -  Woodward-Hoffmannova pravila
Wurtz, Charles Adolphe - Wurtzeva reakcija -

## Z
- zakon o ohranitvi energije zakon o ohranitvi mase -

zakon o enostavnih razmerjih - zakon o večkratnih razmerjih - 
zemljoalkalijska kovina - zeolit - zlato - zlatotopka - zlitina - zmes - zrak

## Ž
- žad - želatina - železo - živo srebro - žlahtni plin - žveplo - žveplasta kislina - žveplova kislina - žveplovodik